# Alex Chalk

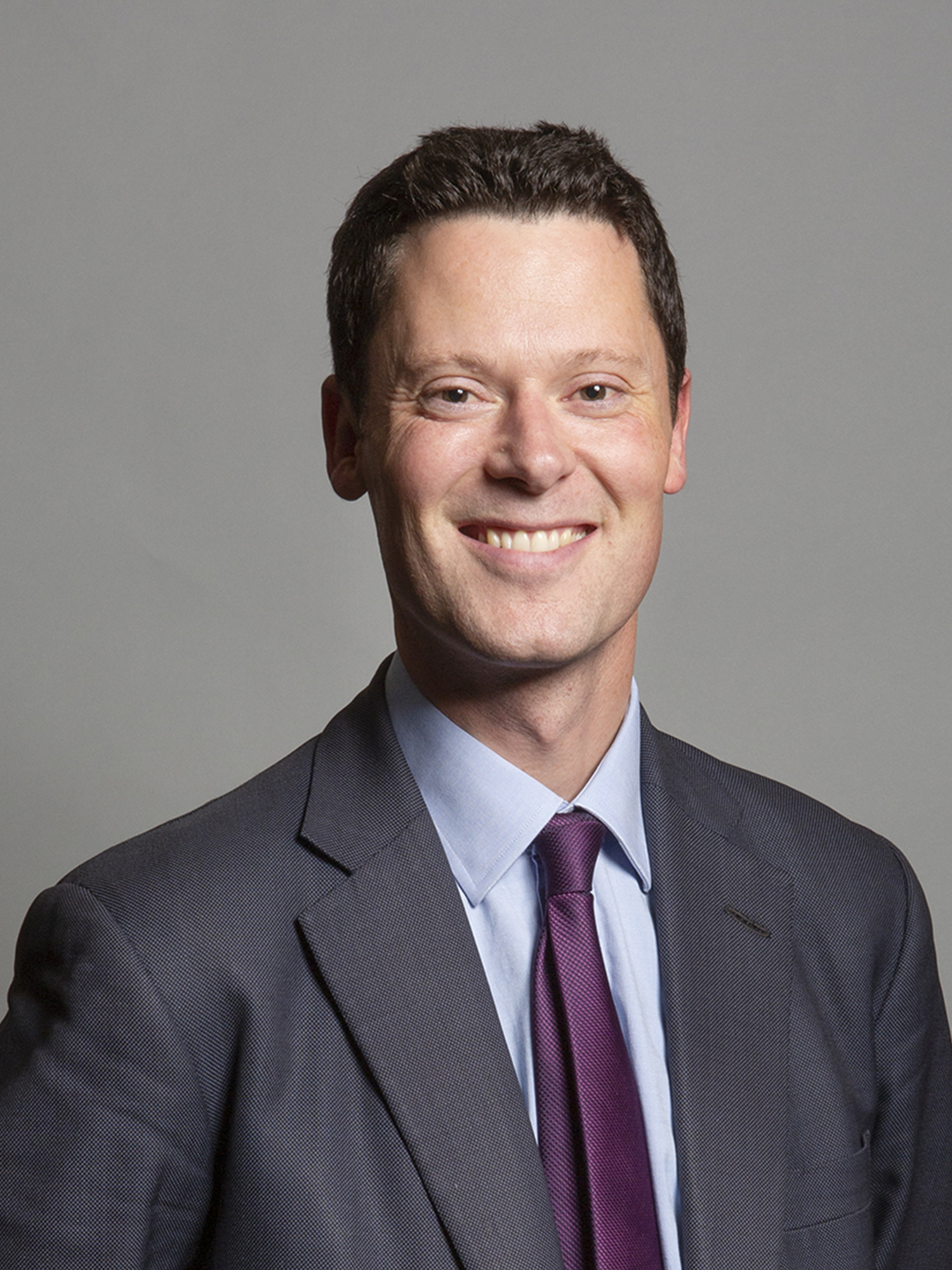
Alex Chalk, 2019

Alexander John Gervase Chalk, KC (* 8. August 1976 in London) ist ein britischer Politiker und war von April 2023 bis Juli 2024 Lordkanzler sowie Justizminister des Vereinigten Königreichs. Am 21. April 2023 übernahm er nach dem Rücktritt von Dominic Raab beider Ämter, die er bis zur britischen Unterhauswahl 2024 innehatte. 2015 wurde er zum Abgeordneten von Cheltenham gewählt. Zuvor war Chalk Generalstaatsanwalt für England und Wales, Staatsminister für Gefängnisse und Bewährung sowie parlamentarischer Unterstaatssekretär für Justiz. Im Oktober 2022 wurde Chalk zum Staatsminister für Verteidigungsbeschaffung im Verteidigungsministerium ernannt.